# يونغ غودمان براون
يونغ غودمان براون (بالإنجليزية: Young Goodman Brown)‏ أي «الشاب الطيب البني»، هي قصة قصيرة نشرت في عام 1835 من قبل الكاتب الأمريكي ناثانيال هاوثورن. تدور أحداث القصة في القرن السابع عشر لـ بيوريتانية نيو إنجلاند، وهو مكان مشترك لأعمال هاوثورن، ويتناول الاعتقاد الكالفيني/البوريتاني بأن البشرية جمعاء موجودة في حالة من الفساد، لكن الله قد قدر البعض بالانتخابات غير التقليدية من خلال النعمة الغير مقيدة. يركز هاوثورن بشكل متكرر على التوترات داخل الثقافة البروتستانتية، ومع ذلك يخطو في قصصه بالمعنى البروتستانتي للخطيئة. بطريقة رمزية، تتبع القصة رحلة يونغ غودمان براون إلى التدقيق الذاتي، مما يؤدي إلى فقدانه الجدارة والإيمان.

## ملخص القصة
تبدأ القصة عند غروب الشمس في قرية سالم، ماساتشوستس بينما يترك الشاب غودمان براون زوجته فايث، والتي تزوجها منذ ثلاثة أشهر، ليذهب في مهمة غير معروفة في الغابة. تطالب فايث زوجها بالبقاء معها، لكنه يصر على أن الرحلة يجب أن تكتمل في تلك الليلة. في الغابة يلتقي رجلاً أكبر سناً، يرتدي ملابس مماثلة لملابسه وله تشابهاً جسدياً معه. الرجل يحمل ثعبان أسود على شكل عصا المشي. يدخلا بشكل أعمق في الغابة، يلتقيا الاثنان بـ جودي كلويس، وهي امرأة كبيرة في السن، عرفها الشاب جودمان وهو صبي، وهي علمته تعاليم الكنيسة. تشكو كلويس من الحاجة إلى المشي. يرمي الرجل الأكبر سناً أغراضه على الأرض لصالح المرأة ويغادر بسرعة مع براون.
سكان البلدة الآخرين يقطنون في الغابة في تلك الليلة، يسافرون في نفس اتجاه غودمان براون. يسمع غودمان صوت زوجته بين الأشجار، فينادي لكنه لم يُجِب أحد. ثم يركض بغضب عبر الغابة، مذعوراً أن زوجته الجميلة فايث تضيع في مكان ما في الغابة المظلمة الشريرة. سرعان ما يضيع ويتعثر في منتصف الليل في الغابة حيث مكان تجمع سكان البلدة. مجتمعون في الحفل، والذي يتم فيه إشعال أضواء من ضوء نيران لهب الصخور، يتم إحضار أحدث أتباعهم - وهم غودمان براون وفايث. هما الاثنان فقط من سكان المدينة اللذان لم يدخلا بالعضوية. يدعو غودمان براون إلى الله وتقوم فايث بالمقاومة وعلى الفور يختفي المشهد. لدى عودته إلى منزله في قرية سالم في صباح اليوم التالي، غودمان براون غير متأكد من أن أحداث الليلة الماضية كانت حقيقية أو حلماً، لكنه اهتزت أفكاره بعمق، واهتز إيمانه بأنه يعيش في مجتمع مسيحي مشوه. فقد إيمانه بزوجته، إلى جانب البشرية جمعاء. يعيش حياته متهكم ومثير للريبة، حذر من كل من حوله. تخلص القصة إلى القول: «وعندما عاش طويلاً، وقد حمل على قبره ... لم يحفروا أي آية تبعث على الأمل في شاهدة قبره، لأن ساعة موته كانت مظلمة».

## روابط خارجية
- يونغ غودمان براون على موقع الموسوعة البريطانية (الإنجليزية)